# Сен-Пьер-де-Меаро
Сен-Пьер-де-Меаро (фр. Saint-Pierre-de-Méaroz) — коммуна во Франции, находится в регионе Рона — Альпы. Департамент коммуны — Изер. Входит в состав кантона Матезин-Триев. Округ коммуны — Гренобль.
Код INSEE коммуны — 38444. Население коммуны на 1999 год составляло 104 человека. Населённый пункт находится на высоте от 508  до 868  метров над уровнем моря. Муниципалитет расположен на расстоянии около 520 км юго-восточнее Парижа, 125 км юго-восточнее Лиона, 36 км южнее Гренобля. Мэр коммуны — Eric Balme, мандат действует на протяжении 2008—2014 гг.
Динамика населения (INSEE):